# ABC-klasse
De ABC-klasse was een klasse van zes schepen bij de Nederlandse Gouvernementsmarine, een onderdeel van de zeemacht in Nederlands-Indië. De schepen van deze klasse zijn ontworpen om dienst te doen als gewestelijk vaartuig en werden gebouwd door de Droogdokmaatschappij uit Tandjong Priok. De schepen zijn alle zes in 1938 in dienst genomen door de Gouvernementsmarine. Twee jaar later, na de Duitse aanval op Nederland in 1940, werden de schepen gemilitariseerd door de Koninklijke Marine en omgebouwd tot mijnenveger. In 1942, na de val van Java gingen alle schepen verloren, nadat ze door de eigen bemanning onklaar waren gemaakt.

## Schepen
- Alor (HMV 2)
- Aroe (HMV 1)
- Bantam (HMV 4)
- Bogor (HMV 3)
- Ceram (HMV 5)
- Cheribon (HMV 6)

## Technische kenmerken
De schepen waren 31,6 meter lang en 5,4 meter  breed, bij een diepgang van 1,8 meter. De aandrijving vond plaats door een Stork dieselmotor die 300 pk leverde, waarmee de schepen een maximale snelheid hadden van 12 knopen. Om het schip varend te houden was een bemanning van 17 - 18 koppen nodig. Bij een maximale belasting hadden de schepen een waterverplaatsing van 145 ton, terwijl de standaard waterverplaatsing 131 ton was.

## Bewapening
Voor de zelfbescherming waren de schepen uitgerust met 2 x 3,7 cm kanonnen en 2 x .30 inch machinegeweren.